# Чи переймається бджола?
«Чи перейма́ється бджола́?» (англ. Does a Bee Care?) — науково-фантастичне оповідання американського письменника Айзека Азімова. Вперше надруковане у червні 1957 року в журналі If, входить до збірок оповідань «Купуємо Юпітер та інші історії» (1975), «Сни робота» («Robot Dreams») (1986).

## Сюжет
Інспектор відділу кадрів просить, щоб Тортон Хамер, головний інженер будівництва космічного корабля, звільнив робітника Кейна, оскільки той нічого не робить. Тортон відповідає, що не зробить цього, оскільки, при погляді на Кейна в нього часто народжуються ідеї.
Справжньою ж ціллю Кейна є маніпуляція людьми. Він впровадив у мозок Тортона конструктивні рішення — щоб залишили у непілотованій ракеті місце, де могла б розміститись людина. Кейн примушує людей забувати всі небезпечні для нього думки.
Коли ракета готова, він таємно розміщується у залишеному місці. Кейн згадує, що все своє життя він маскувався. Він безсмертний і багато століть живе серед людей. Він вилупився із личинки залишеної позаземним створінням.
Не знаючи як він це робить, але маючи на меті розвиток цивілізації для єдиної цілі — побудови космічного корабля, він багато століть навіював людям геніальні ідеї:
- Ньютону — закони класичної механіки;
- Ейнштейну — теорію відносності;
- Лізі Майтнер — бомбардування урану нейтронами.

Залишивши Землю, а потім покинувши своє матеріальне тіло, він подався туди, де живуть створіння, подібні на нього, щоб з часом і самому відкласти личинку на якійсь планеті.
Чи усвідомлював він, що залишив після себе цивілізацію, здатну до космічних польотів? Звичайно ні, хіба ж переймаються бджоли долею квітки з якої вони вибрали нектар?